# Paralacydonia paradoxa
Paralacydonia paradoxa är en ringmaskart som beskrevs av Fauvel 1913. Paralacydonia paradoxa ingår i släktet Paralacydonia och familjen Paralacydoniidae. Arten har ej påträffats i Sverige. Utöver nominatformen finns också underarten P. p. japonica.